# Natação nos Jogos Pan-Americanos de 2007 - 800 m livre feminino
O evento dos 800 m livre feminino nos Jogos Pan-Americanos de 2007 foi realizado no Rio de Janeiro, Brasil, nos dias 19 e 20 de julho de 2007.

## Medalhistas
| Ouro   | USA Caroline Burckle            |
| Prata  | MEX Patricia Castañeda Miyamoto |
| Bronze | CAN Savannah King               |

## Resultados
| Posição | Nadador                       | Final   | Final        |
| Posição | Nadador                       | Tempo   | Eliminatória |
| ------- | ----------------------------- | ------- | ------------ |
| 1       | Caroline Burckle (USA)        | 8:35.10 | 3            |
| 2       | Patricia Castañeda (MEX)      | 8:38.92 | 2            |
| 3       | Savannah King (CAN)           | 8:39.36 | 3            |
| 4       | Susana Escobar (MEX)          | 8:39.41 | 3            |
| 5       | Chanelle Charron-Watson (CAN) | 8:44.66 | 3            |
| 6       | Kristel Köbrich (CHI)         | 8:45.99 | 3            |
| 7       | Andreina Pinto (VEN)          | 8:46.67 | 2            |
| 8       | Laurabeth Guenthner (USA)     | 8:48.92 | 3            |
| 9       | Golda Marcus (ESA)            | 8:57.17 | 2            |
| 10      | Nayara Ribeiro (BRA)          | 9:09.11 | 3            |
| 11      | Camila Carrillo (CUB)         | 9:20.03 | 2            |
| 12      | María Alejandra Torres (PER)  | 9:25.80 | 2            |
| 13      | Fiorella Gómez (PER)          | 9:31.79 | 2            |
| 14      | Jenna Chaplin (BAH)           | 9:33.25 | 1            |
| 15      | Valerie Eman (ARU)            | 9:39.58 | 1            |
| 16      | Samantha Rahael (TRI)         | 9:49.44 | 1            |